# Guerra urbana

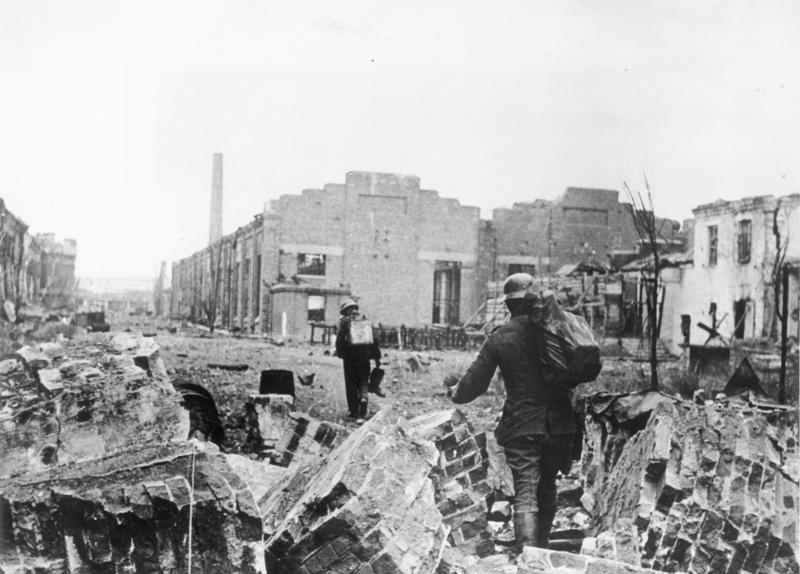
Imagen de la guerra urbana en la batalla de Stalingrado.

La guerra urbana es un tipo de guerra moderna llevada a cabo en áreas urbanas, como pueblos y ciudades. Como referente, la guerra conducida en centros poblados antes del siglo XX, es generalmente considerada como guerra de asedio.

## Contexto
En las últimas décadas se ha visto un resurgimiento de la guerra urbana en Oriente Medio y en otros lugares.
- El valor estratégico de las ciudades al concentrar población, poder, actividad económica, instituciones y encarnar la identidad nacional. El control de las ciudades se considera como un logro de alto valor estratégico para los beligerantes.
- El rápido aumento de la urbanización otorga aún más valor estratégico a las ciudades. Por primera vez en la historia, viven más personas en zonas urbanas que en ámbitos rurales. A raíz del crecimiento vertical de las ciudades y el aumento en la densidad poblacional, los centros urbanos serán lugares cada vez más congestionados, complejos e interdependientes.
- Es posible trasladar los enfrentamientos a una zona urbana a modo de estrategia. El terreno de una ciudad puede significar ventajas desde el punto de vista del defensor y disminuir la superioridad tecnológica de un oponente más poderoso.

Lo que caracteriza al combate urbano es que se entremezclan objetivos miliares con civiles. Esta cercanía plantea dificultades considerables para el cumplimiento por parte de los beligerantes de una norma esencial del derecho internacional humanitario: el principio de distinción. Para los civiles que se ven envueltos en las hostilidades urbanas las consecuencias son nefastas. Las heridas y muertes entre las personas civiles, así como el daño a bienes de carácter civil y otros bienes protegidos, ocurren a niveles sobrecogedores. Esta situación se debe en gran medida, al uso de armas explosivas, artillería pesada, morteros y lanzacohetes múltiples, bombas y misiles de gran tamaño, y artefactos explosivos improvisados.
A pesar de la experiencia de la Segunda Guerra Mundial en la guerra fría los estrategas militares creían que las ciudades alemanas serían rodeadas, aisladas y sometidas gracias la guerra de maniobra. Este optimismo chocó con la realidad en el lado occidental en Hue (1968) y en el lado soviético en Grozny (1994-95). En el mismo periodo surgió el desafío de la contrainsurgencia urbana, con ejemplos como Adén (1963-67) o Argel (1956-57). A mediados de los años 1970 británicos y estadounidenses incluyeron en su estrategia militar la posibilidad de establecer líneas de defensa dentro de las ciudades alemanas y comenzaron a pensar en el combate urbano. A finales de los 90 tras las experiencias de Mogadiscio (1993) y Grozny (1994-95) en occidente se comenzó el análisis de la lucha urbana. Una consecuencia fue  la popularización del entrenamiento de Combate en espacios cerrados, que se desarrolló en los 1970s por su empleo en táctica antiterrorista de Fuerzas especiales.
Hasta la guerra de Argelia los movimientos revolucionarios se habían centrado en zonas rurales y hasta el final del conflicto no daban los golpes decisivos en las ciudades. La batalla de Argel supuso uno de los primeros intentos serios de una guerrilla para conseguir una victoria clara en una ciudad. En contrainsurgencia se suelen emplear tácticas de control urbano, consiste muchas veces en bloquear una parte de la ciudad donde opera la insurgencia. Un ejemplo es la política militar-urbana de Israel con los palestinos. Sin embargo en pocos casos se ha logrado así un éxito estratégico a largo plazo.
Las guerras en Ucrania y Oriente Medio demuestran que la guerra urbana seguirá desempeñando un papel central en los conflictos futuros y se debe tenerlo en cuenta al preparar las operaciones militares. Ucrania ha visto nuevas características y retos en guerra urbana. Gran parte de la doctrina de la OTAN acerca de guerra urbana está anticuada y debería ser actualizada para incorporar el entorno operativo y las capacidades actuales según lo observado en Ucrania y Oriente Medio. No basta el adiestramiento para operaciones urbanas sino que se deben llevar a cabo un adiestramiento urbano realista, en ciudades reales. Sólo así podrán aproximarse a lo que las fuerzas rusas y ucranianas experimentaron y estar lo más preparadas posible.

## Características
Los combates urbanos son muy diferentes de los realizados en campo abierto, en niveles tácticos y operacionales. Factores que complican la guerra en entornos urbanos incluyen la presencia de población civil y edificaciones de todo tipo. Algunos civiles pueden ser difíciles de diferenciar de los combatientes, particularmente si aquellos individuos simplemente tratan de proteger sus hogares de los atacantes.
Las tácticas se complican en un ambiente tridimensional, con limitados campos de visión y fuego debido a los edificios, escondites y puntos a cubierto para los defensores, infraestructura subterránea y la facilidad de posicionamiento de explosivos, trampas, y francotiradores. La existencia misma de edificios de variado tipo y estructuras urbanas (vías subterráneas, cercos, parques) implican para las tropas combatientes menos libertad de movimientos y mayor riesgo en sus avances, y también dificultan la efectividad de las armas pesadas. Al mismo tiempo estas estructuras permiten que los combatientes dispongan de refugios y parapetos que facilitan la defensa y dificultan el ataque.

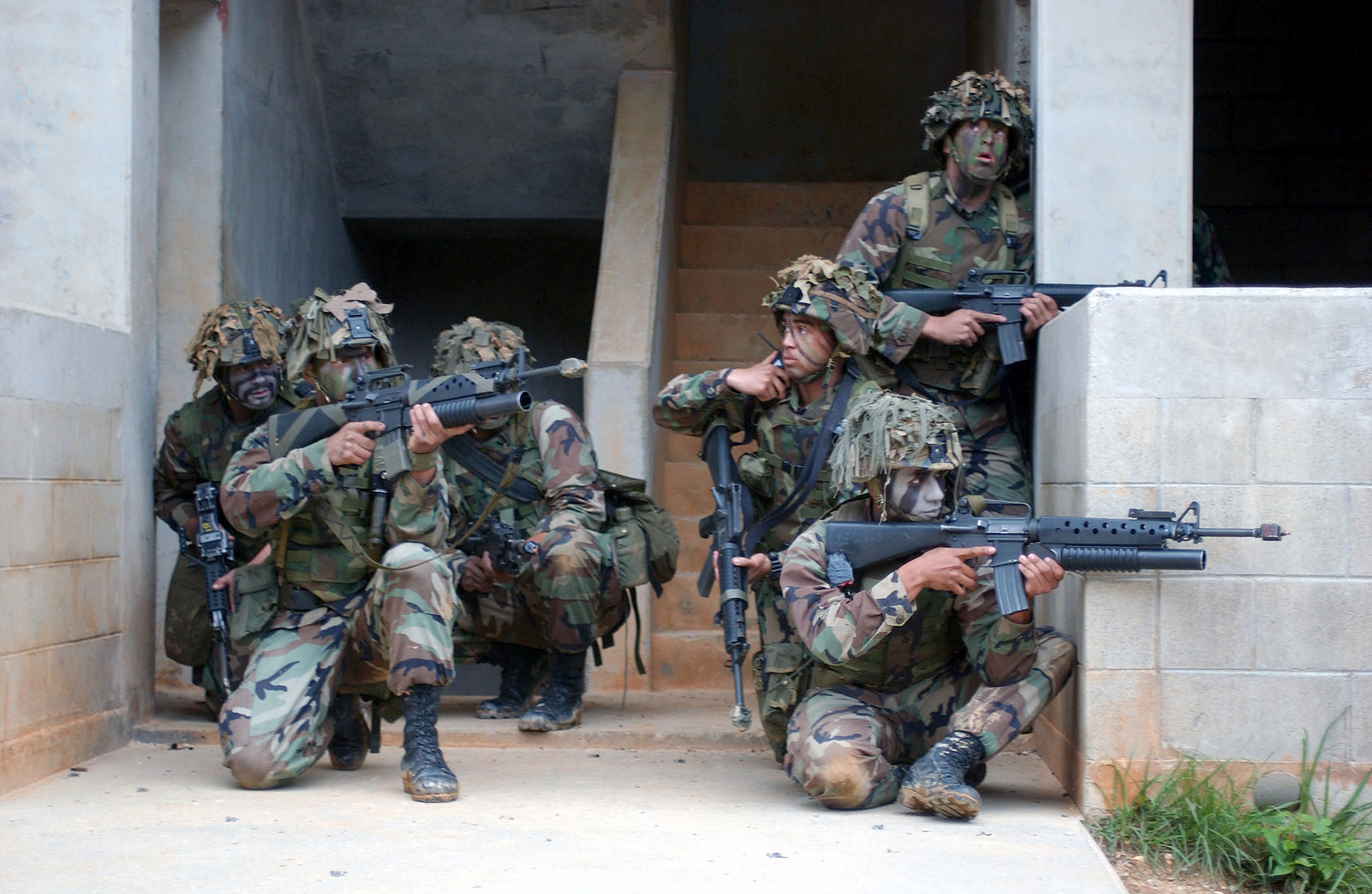
Marines durante un entrenamiento de combate urbano.

El campo de batalla urbano es multidimensional. Los beligerantes deben considerar las actividades exteriores (fuera de los edificios y las zonas subterráneas), así como las actividades ocultas que se desarrollan dentro de los edificios y en espacios subterráneos. Al transitar calles angostas, rodeadas de estructuras de hormigón y acero, las fuerzas terrestres se encuentran en peligro inmediatamente.
El campo de batalla urbano implica un gasto de recursos altísimo, no solo en los intentos por derrotar al enemigo, sino también en los esfuerzos por respetar las obligaciones humanitarias. Los enfrentamientos en las ciudades plantean problemas jurídicos, morales y estratégicos. Es el caso, especialmente, que se presenta cuando se ha establecido defensas entre la población civil o incluso utilizado a personas civiles como escudos humanos.
El mejor ejemplo fue la batalla de Stalingrado (1942-1943). La ciudad fue un infierno para los alemanes. Los soldados soviéticos aprovecharon para convertir las ruinas de la ciudad en fortines y exponer a los alemanes a la lucha callejera que hasta entonces habían evitado. En las luchas por la Fábrica Octubre Rojo y en la casa de Pávlov los soviéticos durante dos meses aprovecharon cada rincón. En la lucha urbana de Stalingrado hubo más bajas en el ejército alemán que en todo su avance sobre Francia de 1940.
Otros ejemplos fueron las batallas de Berlín o Manila en 1945 o la batalla de Hue (1968) durante la guerra de Vietnam. Un ejemplo más reciente son las batallas de Faluya (2004), muestra de como el defensor puede resistir frente a la superioridad del atacante cobstruyendo complejos defensivos por toda la ciudad. La batalla de Mosul (2016-2017) fueron 8 meses de combates cuerpo a cuerpo, eliminando fortificaciones construidas entre los escombros y con empleo de civiles como escudos humanos.
La primera regla de la guerra urbana es evitar entrar en áreas edificadas. En caso de ser necesario entrar debe emplearse poder de fuego controlado para evitar que el enemigo tome posiciones en tejados y ventanas. Asimismo debe evitarse quedar en zonas expuestas o atravesar zonas que hayan podido ser minadas o susceptibles de emboscadas. Las tácticas occidentales más recientes en guerra urbana se basan en las experiencias israelíes y americana. En 2002 en Cisjordania los soldados israelíes ya no hicieron un uso frecuente de las calles, puertas exteriores o ventanas. En su nueva táctica se desplazaban horizontalmente, atravesando muros, y verticalmente a través de agujeros abiertos en techos y suelos. La maniobra de desplazamiento a través de interiores domésticos convierte el interior en exterior y los dominios privados en vías públicas. Los enfrentamientos tuvieron lugar en salones, dormitorios y pasillos. El movimiento dejó de estar sometido a los límites espaciales convencionales. Las armas calibre 5,56 mm, estándar de la OTAN, se complementan ahora con otras de calibre 7,62 mm, capaz de penetrar ladrillo, madera y adobe. La nueva táctica permitió a los israelíes derrotar a los palestinos, que habían preparado barricadas y trampas en las calles de Nablús esperando el ataque israelí. Las vías de aproximación israelíes eran previsibles y se preveía un avance lento y penoso. Los daños materiales fueron altos pero la proporción de víctimas civiles fue baja y el número de bajas israelíes fue mínimo.
Los militares americanos adoptaron las tácticas israelíes en los combates urbanos en Irak durante  2004-07 en ciudades como Diwaniya, Nayaf o Faluya.
Las bajas civiles suelen ser altas en la guerra en zonas urbanizadas. El primer asalto a Faluya en 2004 mató a 600 civiles, el 0,2% de la población. El segundo asalto mató a unos 800 civiles y dejó la mayoría de los edificios dañados. En la batalla por Ciudad Sadr murieron casi 1.000 civiles entre marzo y abril de 2008. No menos de 9.000 civiles murieron en Mosul en 2016-17. Estos son casos de conflictos de baja intensidad, en una guerra convencional las bajas son mayores.

## Indicativos
El término militar estadounidense para denominar a la guerra urbana es UO, una abreviatura para Urban Operations (Operaciones Urbanas). MOUT, abreviación para Military Operations in Urban Terrain (Operaciones Militares en Terrenos Urbanos) ha sido remplazado por UO, sin embargo, el término MOUT es utilizado aún.
El término militar británico es OBUA de Operations in Built-Up Áreas (Operaciones en Áreas Construidas) o FIBUA para Fighting in Built-Up Áreas (Peleando en Áreas Construidas) o algunas veces FISH para Fighting In Someone's House (Peleando en Casa de Alguien). El término FOFO para Fighting in Fortified Objectives (Peleando en Objetivos Fortificados) se refiere a la eliminación de personal enemigo en sitios estrechos, como búnkeres, trincheras y fortalezas; así como la desactivación de minas, cables y el aseguramiento de posiciones enemigas.

## Batallas significativas
Hasta la guerra civil española y la batalla por Madrid el combate dentro de las ciudades era infrecuente. La Segunda Guerra Mundial vio intensos combates urbanos en Shanghái (1937), Sebastopol (1941-42), Ortona (1943), Varsovia (1943-44), Budapest (1944-45) o Breslau (1945). La lucha no se producía solo en las calles sino también en el interior de los edificios o en sus ruinas y subterráneos.  
La batalla de Mosul es la experiencia más reciente. Empezó el 16 de octubre de 2016 con la expectativa de que tomar la ciudad llevaría tres meses. Después de meses de combate cada vez más intensos la batalla terminó el 9 de julio de 2017, con la caída de las ruinas de la mezquita de al-Nuri. 

El Reichstag después de un bombardeo aliado (3 de junio de 1945).

Entre las mayores batallas urbanas de la historia moderna destacan:
- Sitio de Zaragoza (1808)
- Batalla de Sedan
- Batalla de Stalingrado
- Liberación de París
- Batalla de Aquisgrán
- Batalla de Berlín
- Batalla de Manila
- Batalla de Mogadiscio
- Sitio de Budapest
- Batalla de Praga
- Batalla de Hue
- Batalla de Argel (1957)
- Batalla de Grozni (1994-1995)
- Batalla de Grozni (1999-2000)
- Segunda batalla de Faluya
- Batalla de Nasiriyah
- Asedio de Sarajevo